# Dunamelléki Református Egyházkerület
A Dunamelléki Református Egyházkerület – más néven dunáninneni egyházkerület – a magyar reformáció helvét irányultságú kezdeti időszakában jött létre. A 16. században több elnevezéssel is illették, köztük: felsődunamelléki, alsódunamelléki, ráckevei, pataji vagy pesti egyházkerület. Létrejöttéhez nagyban hozzájárult Szegedi Kis István, aki addig a baranyai egyházak püspöke volt, de 1563-ban Ráckevére költözött, és innen kiterjesztette lelkipásztori szolgálatát a váci püspökség, valamint a veszprémi és a kalocsai érsekség közelében fekvő területekre is.

## Története
1608-ban az eredeti baranyai kerület déli része különvált az északi területektől. Ettől kezdve 1629-ig a dunamelléki egyházkerület öt egyházmegyéből állt: a tolnaiból, vértesaljaiból, pestiből, soltiból és kecskemétiből. 1629-ben aztán a Balatontól délkeletre eső vidéken, a Somogy vármegyei református gyülekezetek, amelyek korábban a kiskomáromi és veszprémi egyházmegyéhez tartoztak, több közeli veszprémi és tolnai gyülekezettel együtt külsősomogyi egyházmegyét alkottak, és csatlakoztak a dunamelléki kerülethez. Ezzel az egyházmegyék száma hatra emelkedett.
1714-ben a baranyai kerületből még meglevő egyházak is beolvadtak a dunamelléki kerületbe, és két új egyházmegyét alkottak: a felsőbaranyait és az alsóbaranyait. Ezzel az egyházmegyék száma nyolcra nőtt. Ez a beosztás egészen 1731-ig fennmaradt, amikor a Somogy vármegyei gyülekezetek, amelyek addig a szigetvári egyházmegyét alkották, átkerültek a Dunántúli Református Egyházkerülethez.
A Dunamelléki Református Egyházkerület területi beosztása azóta is többször módosult. Jelentősebb változás 1920-ban következett be, amikor a trianoni békeszerződés értelmében az alsóbaranya–bácsi–szlavóniai egyházmegye túlnyomó része Jugoszláviához került. Ekkor az egyházmegyék száma hétre csökkent. Később a budapesti egyházmegye 1923-as, majd a pestkörnyéki egyházmegye 1941-es kiválásával előbb nyolcra, majd kilencre emelkedett az egyházmegyék száma.
1941-ben, a délbaranyai és bácskai gyülekezetek visszacsatolásával két új egyházmegye – köztük a bácskai német egyházmegye – is csatlakozott a kerülethez, de ez az állapot csak 1945-ig tartott. 1952. július 1-jén jelentős átszervezés történt: a kerület új területi beosztást kapott. Azóta az alábbi egyházmegyék tartoznak hozzá: bács-kiskunsági, baranyai, délpesti, északpesti, tolnai, vértesaljai, budapest-északi és budapest-déli. 1952 és 1956 között ideiglenesen a hevesi egyházmegye is része volt a kerületnek.

## Püspöki utódlás és intézmények
A kerület kétszer is alkalmazta a püspöki successio (utódlás) gyakorlatát, amely során a segédpüspökből vagy főjegyzőből választottak püspököt. Ez először 1723-ban, majd 1791-ben történt meg, de egyik alkalommal sem bizonyult tartósnak..
A 17. század közepén a kerület 161 gyülekezetet számlált, 1796-ban 228-at, 1885 körül 253-at, az első világháború előtt 287-et. 1940-ben 264 gyülekezet tartozott az egyházkerülethez.
2020-ban 304 református gyülekezet tartozott a Dunamelléki Református Egyházkerülethez, ez növekedést jelent az 1940-es 264-hez képest.
Az egyházkerület területén egy teológiai akadémia van Budapesten, korábban Kecskeméten volt jogakadémiája is. 
Két tanítóképző (fiú: Nagykőrös, női: Kecskemét), nyolc gimnázium és hat polgári iskola tartozott korábban az egyházkerülethez.

## Az egyházkerület püspökei
| Név                      | Szolgálati idő | Megjegyzés                                                              |
| ------------------------ | -------------- | ----------------------------------------------------------------------- |
| Szegedi Kis István       | 1563–1572      | ráckevei lelkész                                                        |
| Veresmarti Illés         | 1572–1589      | hercegszőlősi l.                                                        |
| Körtvélyesi János        | 1589–1594      | ceglédi (?), gyöngyösi l.                                               |
| ismeretlen               | 1594–1607      |                                                                         |
| Hercegszőlősi Gáspár     | 1607–?         | ráckevei l.                                                             |
| Kecskeméti Molnár István | ????–1620      | gyöngyösi, ceglédi l.                                                   |
| Monostori János          | 1620–1625      | ráckevei, makádi l.                                                     |
| Simándi Bodó Mihály      | 1626–1631      | ráckevei l.                                                             |
| Barsi Fabricius János    | 1632–1638      | nagykőrösi, makádi, dunavecsei l.                                       |
| Paksi K. György          | 1639–1651      | kecskeméti l.                                                           |
| Pathai P. Sámuel         | 1652–1661      | tolnai, dunapataji, helynélküli l.                                      |
| Ungvári Gergely          | 1661–1691      | nagykőrösi, dunavecsei, ráckevei, dunavecsei, helynélküli l.            |
| Pathai Baracsi János     | 1691–1729      | kunszentmiklósi, dunapataji, ceglédi, ráckevei, dömsödi, helynélküli l. |
| Kecskeméti Pál           | 1729–1730      | fülöpszállási, helynélküli l.                                           |
| Patai János              | 1731–1739      | szigetszentmiklósi l.                                                   |
| Helmeczi Komoróci István | 1740–1753      | nagykőrösi, helynélküli l.                                              |
| Csáthi Dániel            | 1753–1757      | nagykőrösi l.                                                           |
| Szőnyi Virág Mihály      | 1757–1790      | kunszentmiklósi l.                                                      |
| Végveresmarti Sámuel     | 1790–1807      | kecskeméti l.                                                           |
| Tormássy János           | 1807–1814      | kiskunhalasi l.                                                         |
| Báthory Gábor            | 1814–1842      | pesti, helynélküli l.                                                   |
| Üresedés                 | 1842–1846      |                                                                         |
| Polgár Mihály            | 1846–1854      | kecskeméti l.                                                           |
| Üresedés                 | 1854–1860      |                                                                         |
| Török Pál                | 1860–1883      | pesti l.                                                                |
| Szász Károly             | 1884–1903      | budapesti l.                                                            |
| Baksay Sándor            | 1904–1915      | kunszentmiklósi l.                                                      |
| Petri Elek               | 1915–1921      | budapesti l.                                                            |
| Ravasz László            | 1921–1948      | budapesti l.                                                            |
| Bereczky Albert          | 1948–1959      | budapesti l.                                                            |
| Szamosközi István        | 1959–1977      | budapesti l.                                                            |
| Tóth Károly              | 1977–1991      |                                                                         |
| Hegedűs Loránt           | 1991–2002      |                                                                         |
| Szabó István             | 2003–2020      |                                                                         |
| Balog Zoltán             | 2021–          |                                                                         |

## Főgondnokai
- Gyürky István 1740–1757,
- Darvas József 1757–1772,
- Beleznay Miklós 1772–1786, gr.
- Teleki József 1787–1796,
- gr. Ráday Gedeon 1797–1801,
- gr. Teleki László 1801–1821,
- gr. Ráday Pál 1821–1827,
- gr. Wartensleben Károly 1827–1835,
- gr. Teleki Sámuel 1835–1857,
- gr. Ráday Gedeon 1860–1870,
- gr. Lónyay Menyhért 1871–1884,
- gr. Tisza Lajos 1885–1898,
- Szilágyi Dezső 1898–1901,
- Darányi Ignác 1902–1927,
- gr. Teleki József 1927–1944,
- Lázár Andor 1945–1948,
- Kiss Roland 1949–1957,
- Esze Tamás 1958-tól.
- Czine Mihály 1991-1997
- Für Lajos 1997-1998
- Takaró Mihály 1998-2003
- Nagy Sándor 2003-2008
- Tőkéczki László 2009-2018
- Veres Sándor 2019-